# Wasbeerhond
De wasbeerhond of marterhond (Nyctereutes procyonoides) is een roofdier uit de familie der hondachtigen (Canidae). Hij komt oorspronkelijk voor in Oost-Azië, maar tegenwoordig leven er ook verwilderde exemplaren in Europa. Hij dankt zijn naam aan een opvallende gelijkenis met de wasbeer (Procyon lotor).

## Kenmerken
Een volwassen dier wordt 50 tot 55 centimeter lang en de staart is ongeveer 15 centimeter lang. Wasbeerhonden hebben een geelachtig bruine grondkleur. Op de kop zijn de dieren zwart met wit, de poten zijn donker evenals een deel van de staart. De wasbeerhond heeft een zwart masker rond zijn ogen. 's Winters krijgt de wasbeerhond een dikkere vacht en een vetlaag, waardoor hij er ronder uitziet dan in de zomer. Tussen september en november begint de ondervacht te groeien, in mei en juni wordt die vervangen door een dunnere zomervacht.
De wasbeerhond lijkt veel op de wasbeer, en kan makkelijk met dit dier verward worden. Met name de kop, met het opvallende donkere gezichtsmasker, doet sterk aan een wasbeer denken. De wasbeerhond is groter dan de wasbeer, met een kortere, egaal gekleurde staart en heeft kortere oren. De soorten zijn niet nauw verwant aan elkaar.

## Voedsel en gedrag
De wasbeerhond is een nachtdier, dat zich zowel met dierlijk als plantaardig voedsel voedt. Hij eet zowel knaagdieren, amfibieën, hagedissen, vissen, insecten en vogels als vruchten, noten en knollen. Ook eet hij afval en aas. In de herfst maken bessen en andere vruchten een belangrijk deel uit van zijn dieet.
In koude streken houdt hij waarschijnlijk een winterslaap. Het is de enige hondachtige waarvan dit gedrag bekend is. De wasbeerhond is gedurende de winter inactief, maar zijn lichaamstemperatuur daalt niet.
Wasbeerhonden zijn monogaam en leven in paren of in kleine familiegroepen met de jongen van het laatste nest. Het hol is meestal een verlaten nest van een vos of een ander dier. Ook maken ze een hol onder boomstammen, in dichte bosjes of tussen de rotsen. Ze zijn niet territoriaal. Over het sociale gedrag in het wild is weinig bekend, maar in gevangenschap is gebleken dat de dieren banden met andere wasbeerhonden aangaan, en samen eten, voor de jongen zorgen en vreemdelingen aanvallen. Zowel wilde wasbeerhonden als dieren in gevangenschap leggen latrines aan, waar alle dieren zich ontlasten.
De paartijd valt in februari en maart. De jongen worden na een draagtijd van 59 tot 64 dagen in april en mei geboren. Er kunnen 2 tot 19 jongen worden geboren, maar meestal zijn het er 5 tot 8. Na 25 tot 30 dagen eten ze vast voedsel en na acht weken worden de dieren gespeend. Beide ouders zorgen voor de jongen en brengen eten. In september verlaten de meeste jongen het ouderlijk woongebied, maar sommigen blijven bij de ouders overwinteren. Na negen tot elf maanden zijn ze geslachtsrijp.
In gevangenschap kan een wasbeerhond maximaal elf jaar oud worden, maar in het wild worden ze meestal maar een jaar of drie, vier. De belangrijkste natuurlijke vijand van de wasbeerhond is de wolf.

## Verspreiding en leefgebied

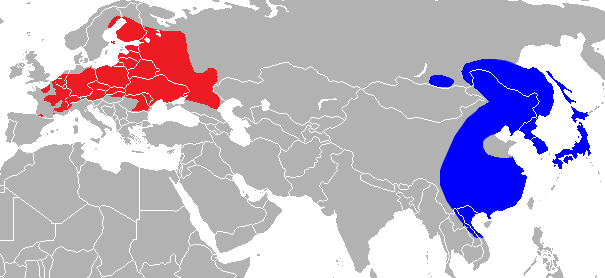
Verspreidingsgebied van de wasbeerhond. Blauw = inheems, rood = geïntroduceerd.

Wasbeerhonden leven vooral in bossen nabij rivierdalen. Ook op grazige vlakten, in landbouwgebieden, buitenwijken en vlak bij meren kan hij worden aangetroffen. Ze hebben een voorkeur voor vochtige loofbossen met een dichte ondergroei.
Het oorspronkelijke leefgebied is Oost-Azië. Daar leven de wasbeerhonden in het uiterste zuidoosten van Siberië, Korea en Mantsjoerije. Westwaarts komen ze voor tot Mongolië, en zuidwaarts tot Vietnam. Het is ook een algemene diersoort in Japan, waar ze tanuki worden genoemd en een belangrijke rol in de Japanse cultuur spelen.

### Invasieve uitheemse soort
Een aantal exemplaren is in de jaren dertig in Oost-Europa ontsnapt uit pelsdierfokkerijen. In de jaren 50 werden ook dieren uitgezet in Europees Rusland voor de jacht. Ze komen anno 2013 in het grootste gedeelte van Noord- en Oost-Europa en in West-Rusland voor, met uitzondering van het zuiden.
In Nederland werd de wasbeerhond voor het eerst waargenomen omstreeks het jaar 2000. Twintig jaar later waren er al tientallen waarnemingen gemeld. In België zijn de dieren zeldzaam, maar in delen van Duitsland zijn ze snel aan het oprukken, zoals blijkt uit afschotcijfers: in het jachtseizoen 1994-95 werden 407 dieren in de bondsrepubliek geschoten; in het jachtjaar 2005-06 waren dat al 30.016 dieren.
Tussen 1991 en 2013 waren er minstens 50 waarnemingen in Nederland. In februari 2018 is een wasbeerhond gespot op het Hijkerveld. Er is ook voortplanting van de wasbeerhond in Nederland vastgesteld. Het dier is een exoot en wordt als schadelijk gezien. Het aantal mag dientengevolge worden beperkt door jacht, of weggevangen en naar een professionele opvang worden gebracht.
Sinds 2017 staat deze soort op de lijst van invasieve exoten die zorgwekkend zijn voor de Europese Unie. Dit betekent dat de wasbeerhond niet langer in de Europese Unie mag worden gehouden, ingevoerd, vervoerd, gecommercialiseerd, gekweekt, gebruikt, uitgewisseld of vrijgelaten in de natuur. Er bestaan uitzonderingen voor de bontfok in een aantal landen.

## Bontfok
Omdat het bont verwerkt wordt in kledij wordt het dier tegenwoordig ook op steeds grotere schaal gefokt in bontfokkerijen. Vooral in China en Japan, maar ook in Finland bestaan zulke bedrijven.

### Dierenwelzijn
Deze industrie is diverse malen in het nieuws geweest vanwege het levend villen van de wasbeerhonden, vooral in China. Dit naar aanleiding van diverse onderzoeken in China door organisaties voor dierenrechten, die het levend villen en andere erbarmelijke misstanden aan het licht brachten. De ophef hierover heeft ertoe geleid dat een groot aantal lidstaten van de Europese Unie tijdens de Landbouwraad heeft aangegeven deze misstanden op Europees niveau te willen bestrijden. Tevens heeft een groeiend aantal merken en winkelketens verklaard geen (echt) bont meer in de collectie te voeren.

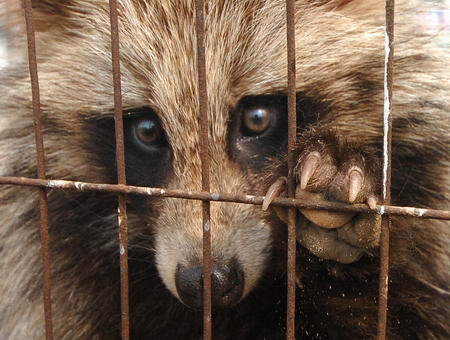
wasbeerhond in bontfokkerij
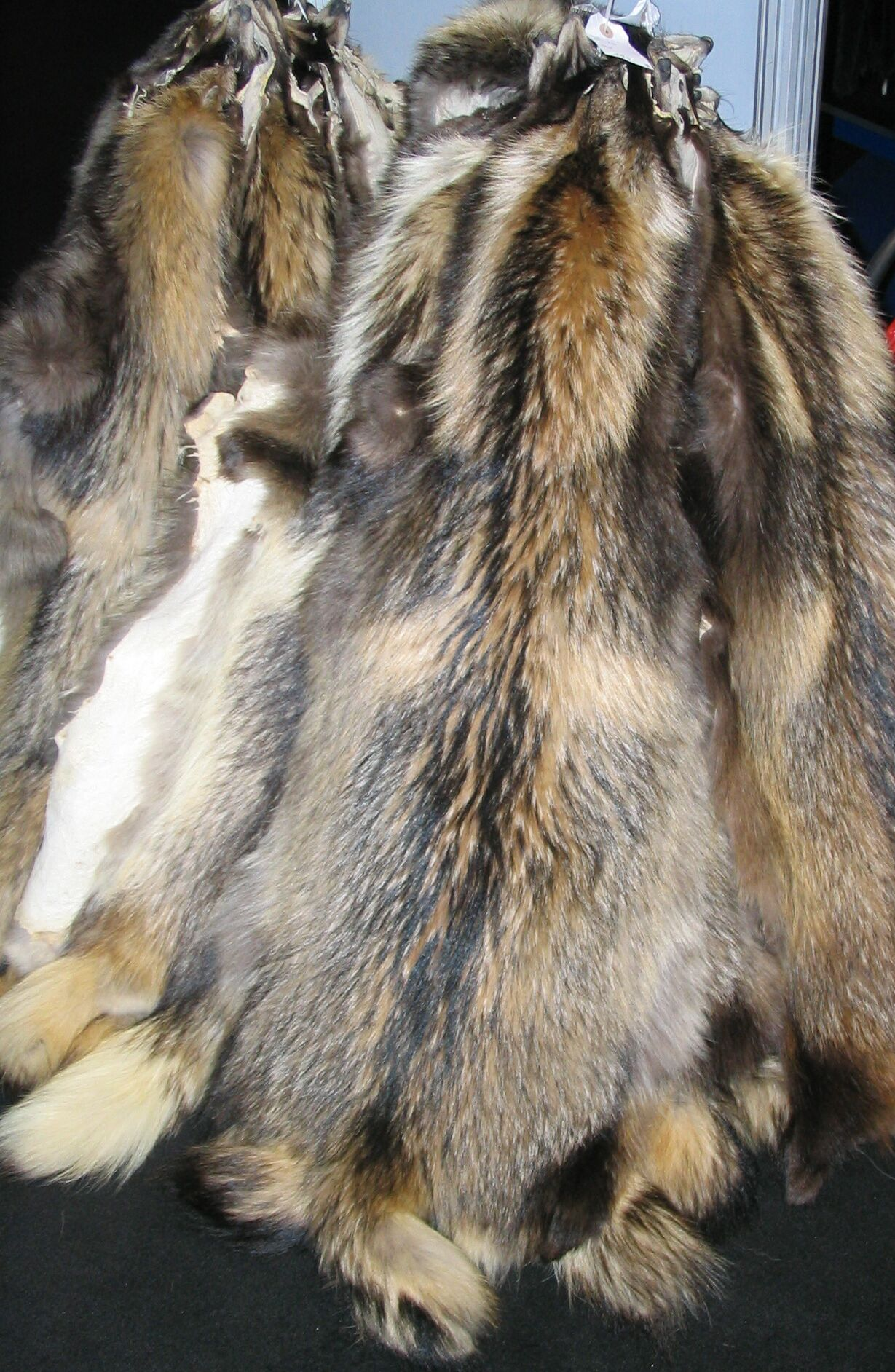
wasbeerhondenbont uit China op de bontbeurs Mifur in Milaan

## Ondersoorten
Er worden vier ondersoorten onderscheiden:
- Nyctereutes procyonoides procyonoides, Chinese wasbeerhond
- Nyctereutes procyonoides koreensis, Koreaanse wasbeerhond
- Nyctereutes procyonoides orestes
- Nyctereutes procyonoides ussuriensis, Siberische wasbeerhond

Tegenwoordig beschouwen wetenschappers de Japanse wasbeerhond (N. viverrinus) als een aparte soort, gebaseerd op verschillen in gedrag, DNA en lichaamsgewicht.